# Аспар
Флавије Ардавур Аспар (лат. Flavius Ardabur Aspar) (непознат - 471), војсковођа Источног римског царства, први патриције (лат. primus patriciorum), предсједавајући сената (лат. princeps senatus), конзул 434. године, „господар војника” (лат. magister militum) 431-471.

## Поријекло
Ардавур Аспар, Алан, или Гот по поријеклу, аријанац по вјероисповиједању. Трипут жењен: прва жена кћи Плинте (конзула 419. године), друга непозната, трећа жена - тетка (или сестра) Теодориха Страбона. Имао је три сина од разних жена - Ардавура (лат. Ardabur), Патрикија (лат. Julius Patricius), Ерминариха (лат. Herminericus) и двије кћери (имена непозната). Припадао познатом и утицајном роду Аспарова-Ардавура, који су више од педесет година играли значајну улогу у Источном римском царству. Његов отац Ардавур био је magister militum (?per Orientum) 421-422, magister militum (?praesentalis) 424-425, конзул (427) за вријеме императора Теодосија Мађег. Први Ардавур помиње се у изворима 421. године, у вријеме војне са Персијанцима: 421. године опустошивши Арсанену, он се окренуо ка Месопотамији и опсјео Нисибис, а сљедеће године намамио је у засјаду и убио седам персијских војсковођа. Ардавур је задржао важне командне дужности до 442. године. По свему судећи, високи положај оца допринио је да се млади Аспар, започевши војну каријеру у младости, успјешно пење по службеној љествици. Вјероватно 424. године он је већ био comes et magister utriusque militiae (тј „магистар обије армије”). Очеве везе обезбиједиле су Аспару добру прилику - за њега је била удата кћи утицајног Гота - аријанца Плинте. Из тог брака се родио старији Аспаров син Ардавур.

## Борба с узурпатором Јованом
Дана 15. августа 423. године умро је император Западног римског царства Хонорије. Власт је послије смрти императора преузео Јован, primicerius notariorum (глава императорске канцеларије) равенског двора. Законити насљедник Хонорија био је Валентинијан, син његове сестре Гале Плацидије и Констанција III. Мало прије смрти Хонорије се посвађао са сестром и она је с дјететом отпутовала у Константинопољ своме рођаку Теодосију II, тако да у тренутку смрти императора није била у Равени. Цар Теодосије није признао власт узурпатора - Гали Плацидији је обновио титулу августе, а Валентинијана је именовао цезаром. Савез два царства био је запечаћен браком двоје дјеце - Валентинијана с Лицинијом Евдоксијом, кћерком Теодосија II. За команданта армије, која је била дужна обезбједити законитом насљеднику пријесто, био је именован Ардавур. У предстојећем походу њега су били дужни да прате Аспар и Кандидијан.
Године 424. армија је ушла у Далмацију и овладала Салоном. Тамо се војска раздијелила - пјешадија Ардавура и Кандидијана отпремљена је бродовима, а Аспар, ставши на чело коњице, наступао је дуж далматинске обале и требало је да се сједини с главнином војске у Аквилеји, главној луци сјеверно од Равене. Међутим, непогода је спријечила Ардавура да достигне циљ, јер су његови бродови супротним вјетровима били одбачени на југ, а он сам је пао у заробљеништво. У Равени су се према Ардавуру относили с поштовањем, што је он и искористио. Вријеме проведено у заробљеништву он је искористио за припрему завјере против Јована. У међувремену Кандидијан је заузео Аквилеју, гдје су пристигле и Аспарове снаге. Главни циљ био је Равена - неосвојива тврђава, окружена мочваром. Аспар је кренуо из Аквилеје, стигао под зидине Равене и уз помоћ уходе успио да заузме град. Очигледно, без издаје Ардавур не би могао да освоји тврђаву, која је могла да трпи вишемјесечну опсаду. Послије је заузеће Равене приписивано помоћи божанског провиђења. Узурпатор Јован је био заробљен и убрзо кажњен (425) у Аквилји. У том тренутку у Италију се са јаким хунским снагама вратио Аеције, послан да помогне узурпатору Јовану. Војске Аеција и Аспара су се сукобиле. Међутим, Аеције је убрзо захтијевао преговоре, што је Гала Плацидија прихватила.
Послије заузећа Рима стигла је Гала Плацидија с сином, и Валентинијан је био проглашен императором. Теодосије је намјеревао лично участвовати у прослави, но измијенио је свој наум - церемонију облачења дјечака у императорски пурпур извео је његов представник magister officiorum Хелион. У кампањи 424-425 године сви циљеви цара Теодосија на Западу су били достигнути. Поход Ардавура и Аспара против узурпатора Јована окончао је вишегодишњу борбу двије империје за влашћу над префектуром Илириком, и 425. године дијецеза Илирик ушла је у састав Источног римског царства. Тај несумњиво војно-политички успијех донио је Ардавуру-оцу конзулство 427. године.